# Endel Tulving
Endel Tulving (26. května 1927 – 11. září 2023) byl estonsko-kanadský neurovědec a psycholog, profesor psychologie na Univerzitě v Torontu.
Zaobíral se především pamětí. Proslul definováním tzv. epizodické paměti, díky čemuž se stal 36. nejcitovanějším autorem oboru psychologie ve 20. století. Epizodická paměť je tvořena autobiografickými emocionálními vzpomínkami. Tulving kladl velký důraz na to, že tato paměť je v jádru čistě emocionální, je však sevřena jakousi kostrou tzv. sémiotické paměti, která emocím dává konkrétní tvar vzpomínky – epizodická paměť sevřená a zformovaná sémiotickou pamětí pak vytváří tzv. deklarovanou paměť.